# Arkie Whiteley
Arkie Deya Whiteley (n. 6 noiembrie 1964, Londra, Anglia, Regatul Unit – d. 19 decembrie 2001) a fost o actriță australiană de film și televiziune.

## Biografie
Părinții săi au fost renumitul artist australian Brett Whiteley⁠(d) și personalitatea culturală Wendy Whiteley⁠(d). Conform necrologul său din ziarul The Times, când locuia alături de părinții săi în hotelul Chelsea⁠(d) din New York, babysitterul său a fost cântăreața de blues Janis Joplin. Arkie a urmat cursurile prestigioasei școli Ascham⁠(d) din Sydney și Australian International School din North Ryde. De asemenea, a studiat la Cremorne Girls High.

### Cariera
Rolurile sale de film și televiziune includeau A Town Like Alice⁠(d), Razorback, Mad Max 2, Gallowglass⁠(d), Printesa Caraboo⁠(d) și The Last Musketeer cu Robson Green⁠(d). A apărut în serialul de televiziune Prisoner⁠(d) și în primele episoade din A Country Practice⁠(d).
După supradoza tatălui ei în 1992, aceasta a negociat cu guvernul din New South Wales achiziționarea studioului său și transformarea sa într-un muzeu administrat de Galeria de artă din New South Wales⁠(d).

## Viața personală
Whiteley s-a căsătorit cu Christopher Kuhn în 1995; cei doi au divorțat în 1999. S-a căsătorit cu Jim Elliott în decembrie 2001, cu puțin timp înainte să moară de cancer⁠(d) pe 19 decembrie la doar 37 de ani. Aceasta a avut o relație de 7 ani cu actorul  Paul Rhys.
Trupul său a fost incinerat la Northern Suburbs Crematorium, Sydney⁠(d). Atât cenușa sa, cât și a tatălui său, Brett, sunt îngropate într-un loc secret din grădina mamei sale din suburbia Lavender Bay. 

## Filmografie
| Filme | Filme                       | Filme              | Filme |
| An    | Titlu                       | Rol                | Note  |
| ----- | --------------------------- | ------------------ | ----- |
| 1981  | The Killing of Angel Street | Tina Benson        |       |
| 1981  | Mad Max 2                   | The Captain's Girl |       |
| 1984  | Razorback                   | Sarah Cameron      |       |
| 1989  | Scandal                     | Vicky              |       |
| 1994  | Princess Caraboo            | Betty              |       |

| Seriale | Seriale                        | Seriale                             | Seriale                                              |
| An      | Titlu                          | Rol                                 | Note                                                 |
| ------- | ------------------------------ | ----------------------------------- | ---------------------------------------------------- |
| 1978    | People Like Us                 | Young Elaine Frith                  | 3 episoade                                           |
| 1980    | Spring & Fall                  | Angela                              | Episodul: "The Last Card"                            |
| 1980    | Slippery Slide                 |                                     |                                                      |
| 1981    | A Town Like Alice              | Annie                               |                                                      |
| 1981    | A Country Practice             | Jenny Secombe                       | 2 episoade                                           |
| 1982    | Prisoner                       | Donna Mason                         | 13 episoade                                          |
| 1983    | Kings                          |                                     |                                                      |
| 1990    | Screen Two                     | Mary                                | Episodul: "Drowning in the Shallow End"              |
| 1990    | The Secret Life of Ian Fleming | Gallina                             |                                                      |
| 1990    | Perfect Scoundrels             | Fleur                               | 2 episoade                                           |
| 1991    | Van der Valk                   | Ruth van der Valk                   | Episodul: "Doctor Hoffmann's Children"               |
| 1991    | 4 Play                         | Girl on beach                       | Episodul: "But Beautiful"                            |
| 1992    | Love Hurts                     | Annabel Golding                     | 2 episoade                                           |
| 1992    | Natural Lies                   | Jo Scott                            |                                                      |
| 1993    | Gallowglass                    | Nina                                | 3 episoade                                           |
| 1993    | Sweating Bullets               | Patsy Stratton                      | Episodul: "The Patsy"                                |
| 1995    | Casualty                       | Eleanor Morrisey                    | Episodul: "Money for Nothing"                        |
| 1996–97 | Kavanagh QC                    | Helen Ames                          | 6 episoade                                           |
| 1998    | The Grand                      | Madame Euphrasine de Bourg D'Oisans | Episodul: "Episode #2.5"                             |
| 1998    | McCallum                       | Catrin                              | Episodul: "Beyond Good and Evil"                     |
| 1999    | Without Warning                | Megan Turner                        |                                                      |
| 2000    | The Last Musketeer             | Dr. Elizabeth Fraser                |                                                      |
| 2000    | A Dinner of Herbs              | Madeleine Cottle                    | 3 episoade                                           |
| 2001    | A Touch of Frost               | Dr. Helena Gibson                   | Episodul: "Benefit of the Doubt: Part 1" (rol final) |